# Lisa (rapper)
Lalisa Manobal (nascida Pranpriya Manobal; Buriram, 27 de março de 1997), conhecida profissionalmente como Lisa (hangul: 리사), é uma rapper, cantora, dançarina e atriz tailandesa. Ela é integrante do girl group sul-coreano Blackpink, que estreou em agosto de 2016 pela YG Entertainment. Além de trabalhar com seu renomado grupo, Lisa também destaca-se em carreira solo, sendo uma das artistas asiáticas mais bem sucedidas da atualidade.
Em setembro de 2021, Lisa lançou seu primeiro single álbum Lalisa, que a tornou a primeira artista feminina a vender 736.000 cópias de um álbum em sua primeira semana na Coreia do Sul. O videoclipe de seu primeiro single se tornou o videoclipe mais visto nas primeiras 24 horas no YouTube por um artista solo. Tanto "Lalisa" quanto o segundo single viral do álbum "Money" ficaram no top dez da Billboard Global 200, com o último quebrando o recorde de canção mais longa de uma solista feminina de K-pop na Billboard Hot 100 dos EUA e no UK Singles Chart. Lalisa e "Money" se tornaram o primeiro single álbum e canção de um artista solo de K-pop a atingir um bilhão de streams no Spotify, respectivamente. Em 2024, Lisa fundou sua própria empresa de gestão chamada Lloud, assinou com a RCA Records e alcançou seu primeiro single número um na Billboard Global Excl. U.S. com "Rockstar", o lead single do seu primeiro álbum de estúdio Alter Ego (2025). Em 2025, Lisa fez sua estreia como atriz na terceira temporada da série da HBO, The White Lotus, interpretando uma funcionária de hotel chamada Mook.
Lisa ganhou vários prêmios ao longo de sua carreira, incluindo nove Guinness World Records, um Gaon Chart Music Award, um Mnet Asian Music Award e o primeiro MTV Video Music Award e MTV Europe Music Award já ganho por um solista de K-pop. Ela é a artista de K-pop mais seguida no Instagram, bem como a artista solo de K-pop com mais inscritos no YouTube. Lisa foi homenageada como líder embaixadora cultural pelo Ministério da Cultura da Tailândia e foi reconhecida pelo ex-Primeiro Ministro da Tailândia Prayut Chan-o-cha por suas contribuições para a difusão da cultura tailandesa globalmente.

## Vida e carreira

### 1997–2010: Juventude e educação
Nascida Pranpriya Manobal em 27 de março de 1997 na província de Buriram, Tailândia, mais tarde, ela mudou legalmente seu nome para Lalisa, que significa "aquele que é louvado", seguindo o conselho de uma cartomante para a prosperidade. Como filha única, ela foi criada pela mãe tailandesa, Chitthip Brüschweiler, e pelo padrasto e chef suíço Marco Brüschweiler. Lisa concluiu o ensino médio na Praphamontre School I e II. Ela é multilíngue; junto com seu tailandês nativo, ela fala coreano e inglês fluentemente, bem como japonês e chinês básicos.
Depois de se matricular em aulas de dança aos quatro anos de idade, ela começou a competir regularmente em concursos, inclusive em To Be Number One, e se juntou à equipe de dança de onze membros We Zaa Cool ao lado de BamBam de Got7. Em setembro de 2009, a equipe entrou na competição LG Entertainment Million Dream Sanan World, transmitida no Channel 9 e ganhou o Prêmio de Equipe Especial. Lisa também participou como representante da escola no concurso de canto Top 3 Good Morals of Thailand, organizado pelo Centro de Promoção Moral no início de 2009, terminando como vice-campeã.

### 2012–2015: Atividades de pré-estreia
Em 2010, Lisa, de 13 anos, fez um teste para ingressar na gravadora sul-coreana YG Entertainment na Tailândia. Desde jovem, Lisa se interessou pela indústria do K-pop, admirando artistas como Big Bang e 2NE1, e desejava um dia seguir um caminho semelhante. Entre os 4.000 candidatos, ela foi a única pessoa a se qualificar, o que levou o então CEO, Yang Hyun-suk a oferecer a Lisa a chance de se tornar uma estagiária da YG Entertainment. Lisa também impressionou um dos jurados, Danny Im do 1TYM, nas audições, com ele mais tarde elogiando sua confiança no palco e sua atitude fora do palco.
Em 2011, Lisa mudou-se para a Coreia do Sul para iniciar seu treinamento formal como estagiária, que durou cinco anos. Ela se juntou oficialmente à gravadora como sua primeira estagiária não etnicamente coreana em 11 de abril de 2011. Em novembro de 2013, ela apareceu no videoclipe de Taeyang para o single "Ringa Linga", onde ela foi uma das dançarinas de fundo, ao lado de membros do iKon e Winner. Em março de 2015, Lisa realizou seu primeiro trabalho de modelo para a marca de moda de rua Nona9on, seguindo a marca de cosméticos sul-coreana Moonshot em 2016.

### 2016–2022: Estreia com Blackpink eLalisa

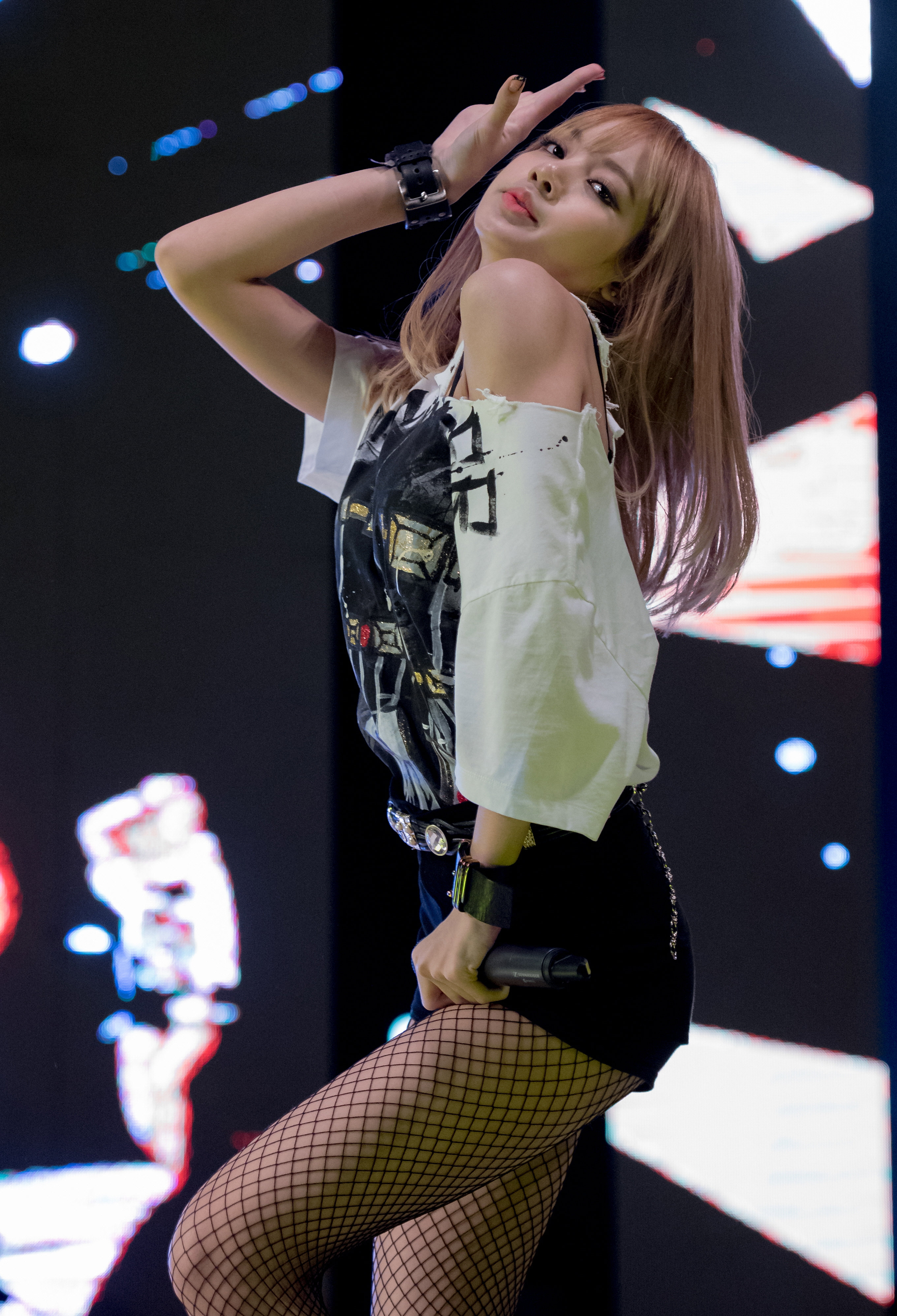
Lisa se apresentando em maio de 2017

Em agosto de 2016, Lisa estreou como uma das quatro membros do girl group sul-coreano Blackpink, a primeira artista não etnicamente coreana da gravadora. O single álbum de estreia do grupo Square One apresentou os singles principais "Whistle", que liderou todas as paradas sul-coreanas na estreia, e "Boombayah". Em 2018, Blackpink assinou com a Interscope Records em uma parceria global com a YG Entertainment.
Lisa tornou-se membro permanente do elenco da edição Academia do Exército da Coreia do programa de variedades militares da MBC Real Man 300 de 21 de setembro de 2018 em diante. Seu primeiro papel em um programa de televisão desde sua estreia, lhe rendeu o prêmio não oficial de Personagem do Ano no MBC Entertainment Awards de 2018.
Em 5 de novembro de 2018, Lisa revelou seu canal no YouTube, Lilifilm Official, com foco em viagens, estilo de vida e dança. Em julho de 2019, ela tinha mais de 1,3 milhão de assinantes e recebeu um Botão de Ouro do YouTube. Um de seus vídeos de dança se tornou viral em 2020 como resultado de um meme derivado do vídeo; celebridades como Dolly Parton, Stephen Colbert, James Corden, Luke Evans e Lil Nas X participaram da tendência.
Em março de 2020, Lisa atuou como mentora de dança no programa de sobrevivência de girl group chinês do iQIYI, Youth With You 2. Em fevereiro de 2021, ela voltou como mentora de dança na terceira temporada do programa para boy band.
Em 19 de abril de 2021, a YG Entertainment revelou ao The Korea Herald que Lisa seria a terceira membro do Blackpink a estrear como solista, com a programação oficial a ser anunciada posteriormente. No dia 12 de julho, através da Star News, a gravadora revelou que as filmagens de seu videoclipe estavam em andamento. O single álbum de estreia de Lisa Lalisa e seu primeiro single de mesmo nome foram lançados em 10 de setembro de 2021. O videoclipe de "Lalisa" se tornou o vídeo mais visto por um solista em 24 horas, com 73,6 milhões de visualizações, quebrando o recorde de "Me!" de Taylor Swift com Brendon Urie, pelo qual ela ganhou dois Guinness World Records. A canção estreou no número 84 na Billboard Hot 100 dos EUA e no número dois na Billboard Global 200, tornando-se a primeira canção de Lisa no top dez neste último. O álbum vendeu 736.221 cópias na Coreia do Sul em sua primeira semana, estabelecendo o recorde de maiores vendas na primeira semana entre artistas femininas no mercado interno e fazendo de Lisa a primeira solista feminina a ultrapassar a marca de 500.000 cópias em uma semana.
A faixa lado B do álbum "Money" recebeu um vídeo exclusivo de performance de dança que foi lançado no YouTube em 24 de setembro. A música testemunhou um aumento na popularidade depois que se tornou viral nas redes sociais e começou a subir nas paradas internacionais. Como resultado, a Interscope Records enviou a canção para a contemporary hit radio dos EUA em 9 de novembro de 2021, como o segundo single do álbum. O single alcançou a décima posição na Billboard Global 200, tornando-se o segundo sucesso de Lisa no top dez, depois de "Lalisa". Nos EUA, alcançou o pico na Billboard Hot 100 no número 90, rendendo a Lisa sua segunda entrada solo na carreira, e se tornou a primeira canção de uma solista feminina de K-pop a ficar nas paradas por várias semanas nas paradas. "Money" alcançou a posição 46 no UK Singles Chart e ficou nas paradas por oito semanas, tornando-se também a canção solista feminina de K-pop com maior permanência no país.
Lisa colaborou com o produtor musical francês DJ Snake, a cantora porto-riquenha Ozuna e a rapper americana Megan Thee Stallion na canção moombahton e Latin trap "SG". O single foi lançado em 22 de outubro de 2021 e contou com letra e composição de Lisa. Um videoclipe estrelado pelos quatro artistas em Miami foi dirigido por Colin Tilley e lançado simultaneamente com o single. A canção alcançou a posição 19 na Billboard Global 200. Nos EUA, alcançou a posição número dois no Bubbling Under Hot 100 e se tornou a primeira canção de Lisa número um na parada Latin Airplay.
Em 28 de agosto de 2022, Lisa ganhou o MTV Video Music Award de Melhor K-Pop por "Lalisa" e se tornou a primeira artista solo de K-pop a ganhar um MTV Video Music Award. Em 13 de novembro, ela ganhou o MTV Europe Music Award de Melhor K-Pop e se tornou a primeira artista solo de K-pop na história a ganhar também um MTV Europe Music Award. Lisa recebeu dois recordes mundiais do Guinness em 2023 pelas conquistas, além de um terceiro por se tornar a artista de K-pop mais seguida no Instagram.

### 2023–presente: Autogestão e estreia como atriz

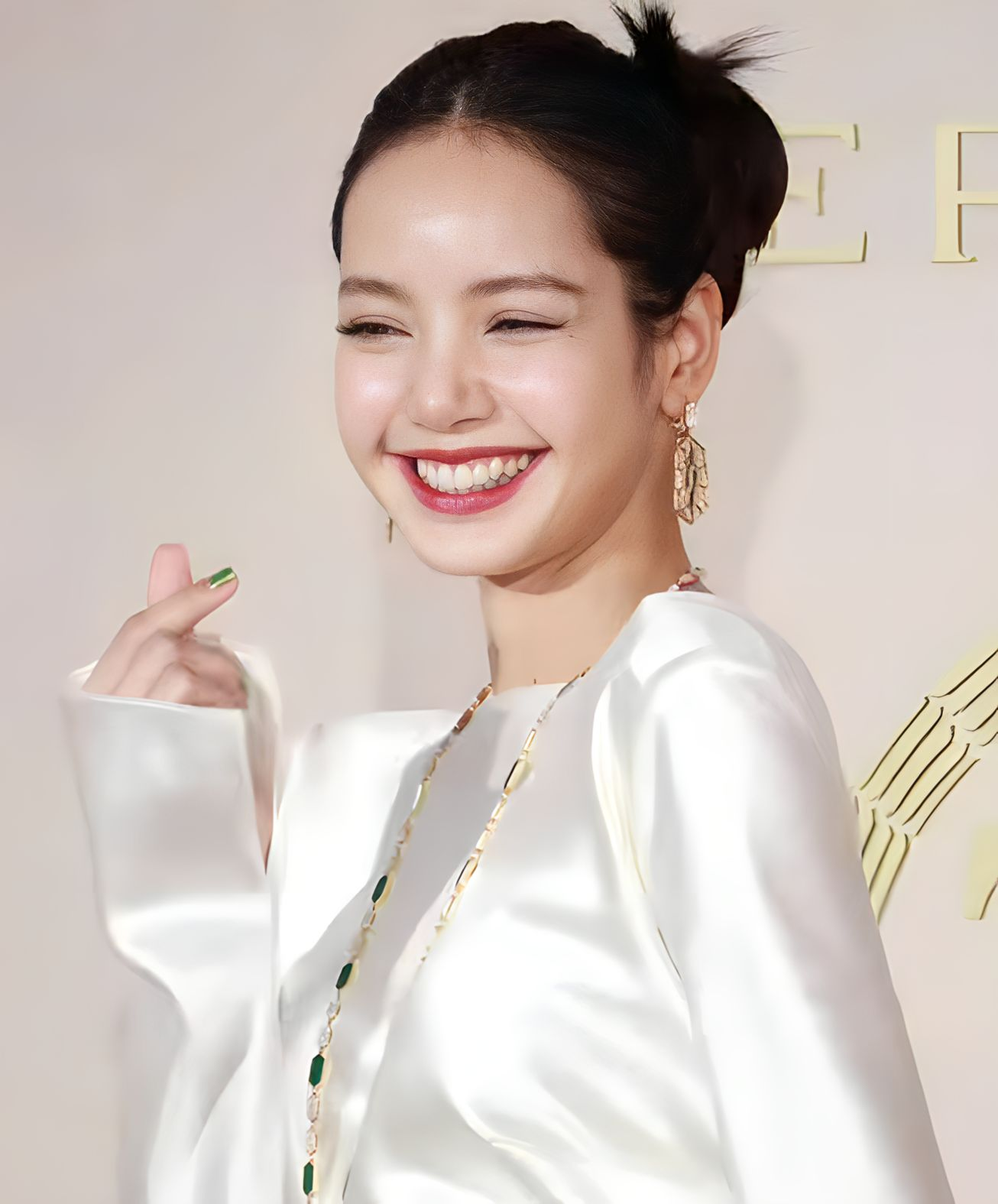
Lisa fazendo um coração com os dedos, 2023

Lisa apareceu na canção "Shoong!" do membro do Big Bang Taeyang, uma faixa do álbum de seu segundo extended play Down to Earth, que foi lançado em 25 de abril de 2023. Ela também apareceu no vídeo de performance da canção, no qual Taeyang e Lisa realizaram a coreografia da canção juntos. Após o lançamento, o vídeo de performance liderou a parada mundial de tendências do YouTube e ultrapassou 10 milhões de visualizações em 15 horas, mais que dobrando as visualizações alcançadas pela faixa-título do álbum, "Seed". Lisa recebeu mais dois recordes mundiais do Guinness em maio como a artista feminina solo de K-pop mais rápida a atingir 1 bilhão de streams e o primeiro álbum de uma artista solo de K-pop a atingir 1 bilhão de streams no Spotify com Lalisa. Com isso, ela se tornou a solista de K-pop com o maior número de recordes mundiais do Guinness na história, ganhando sete em comparação com os cinco do ex-recordista Psy.
Em setembro de 2023, Lisa foi a atração principal de cinco apresentações do cabaré parisiense Crazy Horse. Ela realizou várias cenas solo e apareceu com a trupe para números originais do repertório do cabaré, incluindo "But I Am a Good Girl" e "Crisis? What Crisis?". No mesmo mês, ela conquistou seu oitavo Guinness World Record pela primeira faixa de K-pop de um artista solo a atingir 1 bilhão de streams no Spotify com "Money". Para comemorar a conquista, Lisa apareceu no quarto episódio da série Billions Club, do Spotify, no dia 15 de novembro, no qual recebeu uma placa em formato de prato em Paris e preparou um prato tailandês para o prato.
Em 22 de novembro de 2023, Lisa foi investida pelo Rei Carlos III como Membro Honorário da Ordem do Império Britânico (MBE) ao lado de suas companheiras de grupo durante uma investidura especial no Palácio de Buckingham que também contou com a presença do Presidente da Coreia do Sul Yoon Suk-yeol. Em 5 de dezembro, a YG Entertainment anunciou que Lisa junto com os outros membros do Blackpink renovaram seus contratos para atividades em grupo e que os contratos individuais dos membros ainda estavam em discussão. A YG Entertainment posteriormente confirmou em 29 de dezembro que Lisa e os outros membros do Blackpink concordaram em não prosseguir com o contrato com a gravadora para atividades individuais.
Lisa foi a atração principal do evento de caridade Le Gala des Pièces Jaunes organizado pela Primeira-dama da França, Brigitte Macron, em Paris em 26 de janeiro de 2024, onde ela apresentou um medley de seus singles solo  "Lalisa" e "Money". No evento, ela também fez uma aparição surpresa durante o repertório do DJ Snake, no qual eles apresentaram "SG" ao vivo pela primeira vez juntos. Em 8 de fevereiro, Lisa anunciou que lançou sua própria empresa de gestão artística, chamada Lloud. Em 12 de fevereiro, a Variety revelou que Lisa fará sua estreia como atriz na terceira temporada da série de televisão da HBO The White Lotus, e será creditada com seu nome de batismo, Lalisa Manobal. Em 10 de abril, foi anunciado que em parceria com Lloud, ela havia se juntado à RCA Records para lançar canções solo; ela terá propriedade total de todas as suas gravações como parte do acordo.
Lisa começou a divulgar novas canções em 6 de junho, postando um gráfico “em breve” com links de pré-save nas redes sociais. Ela também criou uma nova conta no TikTok e postou um vídeo com um trecho de teaser, que a levou a estabelecer um recorde mundial do Guinness ao ganhar um milhão de seguidores em apenas duas horas e 18 minutos. Em 18 de junho, ela confirmou oficialmente que lançaria um novo single chamado "Rockstar" no dia 27 de junho. A canção estreou na quarta posição na Billboard Global 200 e na primeira posição na Billboard Global Excl. U.S., tornando-se o terceiro sucesso de Lisa no top dez em ambas as paradas, depois de "Lalisa" e "Money", e seu primeiro sucesso número um na última parada. "Rockstar" também estreou na posição 70 na Billboard Hot 100 dos EUA, marcando a canção de Lisa com melhor classificação e sua terceira entrada na parada depois de "Lalisa" e "Money".
Em 16 de agosto, Lisa lançou seu single seguinte "New Woman" com a cantora espanhola Rosalía.

## Outros empreendimentos

### Endossos
Através de seu trabalho como modelo para a marca de cosméticos sul-coreana Moonshot, ela se tornou embaixadora da marca na China em 21 de março de 2018. No dia 25 de julho de 2019, Lisa tornou-se embaixadora da marca e apresentadora da nova coleção lançada na Tailândia, em que seis dos produtos trazem seu autógrafo na embalagem. Em 28 de março de 2019, Lisa assinou seu primeiro contrato de patrocínio individual para a AIS Thailand, a maior operadora de telefonia móvel GSM da Tailândia. Ela se tornou a apresentadora da marca mais bem paga e sua campanha publicitária foi o comercial de maior audiência na Tailândia. Em 11 de maio de 2019, Lisa começou a endossar o Samsung Galaxy S10 na Tailândia. Seu primeiro material promocional da marca foi lançado no dia 14 de maio. Lisa também apareceu como modelo de endosso para o jogo para celular Ragnarok M: Eternal Love, aparecendo como personagem em seu servidor Midnight Party a partir de 24 de julho de 2019.
Em janeiro de 2020, Lisa se juntou ao colega de gravadora Mino da boy band Winner como modelo de endosso para a temporada SS20 da linha de roupas My Shelter da Adidas. Ela foi revelada como porta-voz da marca na China para a empresa de amaciantes D&G Downy em 13 de maio, logo se tornando a nova porta-voz da marca Zhengouli, a marca de iogurte da Mengniu Dairy, uma das maiores empresas de laticínios da China. Em 27 de junho, a Tencent Games anunciou Lisa como a mais nova porta-voz da Supercell na China para seu videogame de celular Brawl Stars. Em outubro de 2020, a MAC Cosmetics, de propriedade da Lauder, nomeou Lisa como sua mais nova embaixadora global da marca; ela serviu como musa e rosto de muitas de suas coleções e campanhas importantes. Sobre Lisa, vice-presidente sênior e diretora criativa global Drew Elliott afirmou: "Sempre confiante e nunca evitando riscos, ela incorpora nosso compromisso de celebrar a individualidade e a autoexpressão acima de tudo”.
Em 22 de fevereiro de 2021, Lisa foi anunciada como modelo de endosso para o smartphone Vivo S9, tendo endossado o smartphone Vivo S7 em 2020. Em março de 2022, ela se tornou embaixadora da marca de uísque Chivas Regal e estrelou a campanha I Rise, We Rise.

### Moda e fotografia

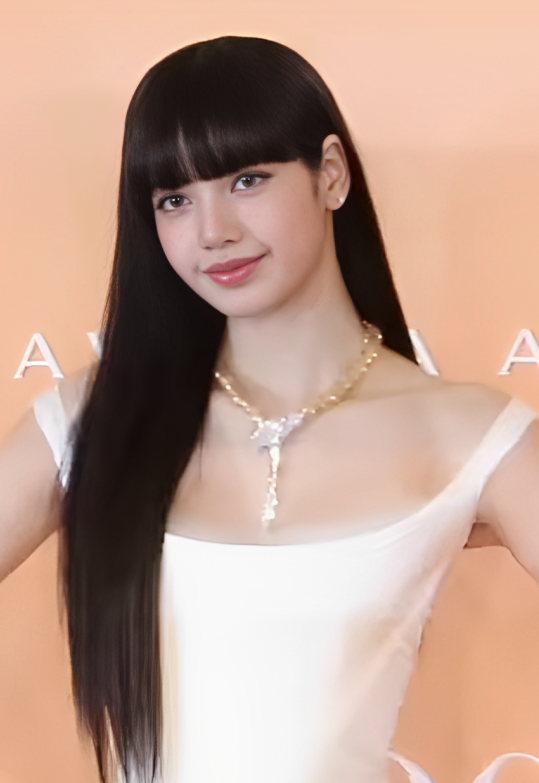
Lisa no evento Avrora Awards da Bulgari, em 2022

Em janeiro de 2019, Lisa se tornou a musa de Hedi Slimane, diretor artístico, criativo e de imagem da marca francesa de moda de luxo Celine. Em setembro de 2020, ela foi anunciada como embaixadora global após ter participado da campanha Essentials, fotografada por Slimane, em junho de 2020.
Lisa foi oficialmente selecionada como embaixadora da marca Bulgari, uma casa de moda italiana de luxo, em julho de 2020; ela participou de campanhas digitais das coleções Serpenti e Bzero One. Naquele ano, em novembro, a marca de roupas Penshoppe revelou Lisa como sua mais nova embaixadora.
Em 16 de fevereiro de 2021, Lisa se juntou ao júri convidado do prêmio de moda francês ANDAM.
Através da YG Entertainment, Lisa lançou o livro de edição limitada 0327, composto inteiramente de fotos tiradas por ela mesma com uma câmera de filme. Um primeiro volume foi lançado em seu aniversário em 2020, seguido por um segundo em seu aniversário no ano seguinte. Os volumes três e quatro foram lançados em 2022 e 2023, respectivamente.
Em 13 de novembro de 2021, foi revelado que Lisa lançaria sua própria coleção com a marca de beleza americana MAC Cosmetics, chamada MAC X L. A coleção inclui blushes em pó, delineador, paleta de sombras e pó facial.

### Filantropia
Em 17 de setembro de 2019, depois que chuvas torrenciais provocadas por uma monção causaram inundações em 32 províncias tailandesas, a blogueira de beleza tailandesa Koi Onusa, parente de Lisa, revelou que Lisa doou ฿100.000 para o fundo do ator tailandês Bin Bunluerit para ajudar os evacuados nas inundações como ajuda para desastres.
Em setembro de 2021, Lisa manifestou interesse em aderir a um programa social liderado pela Fundação Coreana para Intercâmbio Cultural Internacional em parceria com a YG Entertainment para a província de Buriram, lançando em breve uma conta online para ajudar a recolher doações. A parceria entre a fundação e a YG Entertainment visa construir um complexo cultural de 160 metros quadrados na Escola Non Suwan Phitthayakhom em Buriram; fornecer computadores, projetores e outros equipamentos multimídia à escola; e estabelecer uma academia de dança de K-pop com instrutores locais.
Em julho de 2024, ela foi anunciada como atração principal do Global Citizen Festival, um evento que faz parte de uma missão para acabar com a pobreza extrema, que acontecerá em 28 de setembro.

## Impacto

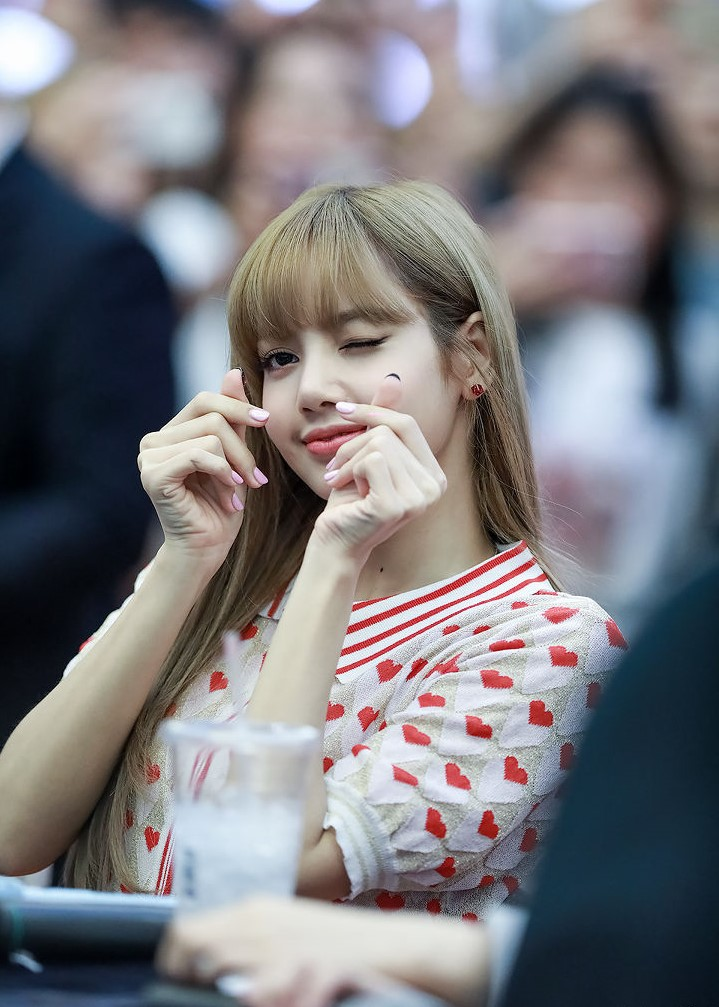
Lisa em um evento de autógrafos no AK Plaza em 2018

Lisa foi citada como uma influência por outros artistas da indústria K-pop. Gaga do girl group Nature e Mayna do girl group Hot Issue nomearam Lisa como seu modelo. A canção "Tomboy" de Destiny Rogers teve um aumento de 1939% nas transmissões diárias no Spotify e entrou nas paradas do iTunes e da Apple Music de vários países após um vídeo de performance de dança enviado por Lisa em seu canal no YouTube. A própria Rogers expressou gratidão a Lisa no Twitter por revitalizar a canção. Lisa foi elogiada pelo primeiro-ministro da Tailândia, Prayut Chan-o-cha, por promover a cultura tailandesa em seu videoclipe "Lalisa". Devido às referências culturais no videoclipe "Lalisa", foi relatado que houve um aumento nas vendas de trajes tradicionais tailandeses e acessórios pelos mercados locais da cidade de Bangkok. Em março de 2021, Lisa, junto com outras cinco celebridades tailandesas, recebeu o prêmio "Modelo Inspirador", concedido pela organização Clube de Desenvolvimento Infantil e Juvenil, em reconhecimento ao seu trabalho como líder e modelo para as novas gerações na Tailândia. Em 2023, ela foi homenageada pelo Ministério da Cultura da Tailândia com um prêmio honorário Wattanakunathorn (líder embaixador cultural) em homenagem ao seu papel como uma "força líder que promove a Tailândia para o mundo por meio do poder brando para aumentar o valor da economia."
Lisa se tornou o ídolo de K-pop mais seguido no Instagram em abril de 2019, com 17,4 milhões de seguidores na época, e o primeiro ídolo de K-pop a ultrapassar 50 milhões de seguidores no Instagram em abril de 2021. Em janeiro de 2023, ela recebeu o Guinness World Record por ser a artista de K-pop mais seguida na plataforma, com 87 milhões de seguidores na época. Lisa também detém o recorde de artista solo de K-pop com mais inscritos no YouTube com seu canal Lilifilm Official, que tinha 8,24 milhões de assinantes em setembro de 2021. A influência comercial e o potencial de marketing de Lisa foram notados pelos meios de comunicação e citados como um exemplo de mudança de estratégias promocionais nas indústrias de moda e maquiagem. Ao conseguir sua primeira sessão solo de capa de revista com Harper's Bazaar Thailand para sua edição de maio de 2019, o distribuidor da revista informou que todas as 120.000 cópias impressas e em estoque estavam esgotadas. Geralmente, é relatado que são impressas 30 mil cópias (por edição), com celebridades conhecidas possivelmente tendo uma média de 60 mil cópias impressas. No entanto, apesar de vender 120 mil cópias, a demanda do público por Lisa ainda não foi atendida.
Após a aparição de Lisa e postagens nas redes sociais do desfile de moda Celine Men's Spring Summer 2020 Collection na França durante a Paris Fashion Week, foi relatado que as pesquisas globais pela bolsa Triomphe de Celine aumentaram 66% em 28 de junho de 2019. A parceria de Lisa com a MAC Cosmetics foi nomeada uma das principais colaborações de beleza de 2020 pela Launchmetrics de acordo com seu algoritmo Media Impact Value (MIV), com o anúncio da parceria se tornando a postagem de marca mais importante do ano da MAC Cosmetics. A Launchmetrics atribui ainda parcialmente o sucesso do endosso de Lisa à sua autenticidade, já que ela frequentemente apresenta as mesmas marcas em seus canais de mídia social. Em 10 de abril de 2023, pesquisadores da Universidade de Chiang Mai nomearam a espécie de flor tailandesa Friesodielsia lalisae em homenagem a Lisa. Em outubro daquele ano, Lisa foi nomeada uma das indicadas em 2023 para o Hall da Fama Asiático, ao lado de nomes como Freddie Mercury e Ryuichi Sakamoto.

## Discografia

### Álbuns de estúdio
| Título    | Detalhes | Melhores posições nas paradas | Melhores posições nas paradas | Vendas | Certificações |
| Título    | Detalhes | COR                           | JAP Cmb.                      | Vendas | Certificações |
| --------- | --- | ----------------------------- | ----------------------------- | ------ | ------------- |
| Alter Ego | - Lançamento: 28 de fevereiro de 2025 - Gravadoras: Lloud, RCA - Formatos: CD, LP, download digital, streaming | —                             | —                             | —      | —             |

### Singleálbuns
| Título | Detalhes | Melhores posições nas paradas | Melhores posições nas paradas | Vendas      | Certificações  |
| Título | Detalhes | COR                           | JAP Cmb.                      | Vendas      | Certificações  |
| ------ | --- | ----------------------------- | ----------------------------- | ----------- | -------------- |
| Lalisa | - Lançamento: 10 de setembro de 2021 - Gravadoras: YG, Interscope - Formatos: CD, LP, download digital, streaming | 1                             | 40                            | - : 845,866 | - : 3× Platina |

### Singles
| Ano                                                                                       | Canção                                           | Melhores posições nas paradas | Melhores posições nas paradas | Melhores posições nas paradas | Melhores posições nas paradas | Melhores posições nas paradas | Melhores posições nas paradas | Melhores posições nas paradas | Melhores posições nas paradas | Melhores posições nas paradas | Melhores posições nas paradas | Vendas               | Certificações | Álbum                     |
| Ano                                                                                       | Canção                                           | COR                           | AUS                           | BRA                           | CAN                           | EUA                           | MAL                           | POR                           | SGP                           | UK                            | WW                            | Vendas               | Certificações | Álbum                     |
| ----------------------------------------------------------------------------------------- | ------------------------------------------------ | ----------------------------- | ----------------------------- | ----------------------------- | ----------------------------- | ----------------------------- | ----------------------------- | ----------------------------- | ----------------------------- | ----------------------------- | ----------------------------- | -------------------- | ------------- | ------------------------- |
| 2021                                                                                      | "Lalisa"                                         | 64                            | 76                            | —                             | 42                            | 84                            | 1                             | 128                           | 2                             | 68                            | 2                             | - : 9,200            | - : Platina   | Lalisa                    |
| 2021                                                                                      | "SG" (com DJ Snake, Ozuna e Megan Thee Stallion) | —                             | —                             | —                             | 86                            | —                             | 17                            | —                             | 26                            | —                             | 19                            | - : 3,500 - : 19,000 | - : Platina   | Adicionado à nenhum álbum |
| 2021                                                                                      | "Money"                                          | —                             | 32                            | —                             | 37                            | 90                            | 1                             | 23                            | 2                             | 46                            | 10                            | - : 8,200 - : 4,400  | - : Diamante  | Lalisa                    |
| 2024                                                                                      | "Rockstar"                                       | 120                           | 61                            | 60                            | 51                            | 70                            | 2                             | 87                            | 4                             | 49                            | 4                             | - : 6,100 - : 44,000 | - : Ouro      | Alter Ego                 |
| "New Woman" (part. Rosalía)                                                               | 147                                              | 99                            | —                             | 80                            | 97                            | 4                             | 55                            | 8                             | 55                            | 15                            | - : 10,000                    | —                    |               | Alter Ego                 |
| "Moonlit Floor (Kiss Me)"                                                                 | 161                                              | —                             | —                             | 88                            | —                             | 5                             | —                             | 6                             | —                             | 24                            | —                             | —                    |               | Alter Ego                 |
| 2025                                                                                      | "Born Again" (part. Doja Cat e Raye)             | 192                           | 48                            | 77                            | 53                            | 68                            | —                             | —                             | 7                             | 13                            | 22                            | —                    | - : 1,900     | Alter Ego                 |
| "Fxck Up the World" (part. Future ou Vixi solo version)                                   | —                                                | —                             | —                             | 85                            | —                             | —                             | —                             | 12                            | —                             | 25                            | —                             | —                    |               | Alter Ego                 |
| "Priceless" (com Maroon 5)                                                                | —                                                | —                             | —                             | 80                            | 76                            | —                             | —                             | 20                            | 69                            | 40                            | —                             | —                    | Love Is Like  |                           |
| "—" denota uma gravação que não entrou nas paradas ou não foi lançada naquele território. |                                                  |                               |                               |                               |                               |                               |                               |                               |                               |                               |                               |                      |               |                           |

### Outras canções nas paradas
| Ano  | Canção                               | Melhores posições nas paradas | Melhores posições nas paradas | Melhores posições nas paradas | Melhores posições nas paradas | Melhores posições nas paradas | Melhores posições nas paradas | Melhores posições nas paradas | Melhores posições nas paradas | Melhores posições nas paradas | Melhores posições nas paradas | Álbum         |
| Ano  | Canção                               | COR                           | COR Songs                     | HUN                           | MAL Songs                     | NZ Hot                        | SGP                           | TWN                           | EUA World                     | VIE                           | WW                            | Álbum         |
| ---- | ------------------------------------ | ----------------------------- | ----------------------------- | ----------------------------- | ----------------------------- | ----------------------------- | ----------------------------- | ----------------------------- | ----------------------------- | ----------------------------- | ----------------------------- | ------------- |
| 2023 | "Shoong!" (슝!) (Taeyang part. Lisa) | 119                           | 23                            | 9                             | 11                            | 31                            | 9                             | 13                            | 11                            | 35                            | 143                           | Down to Earth |

### Créditos de composição
| Ano                | Artista                                     | Canção     | Álbum                     | Liricista                                                                | Liricista | Compositora                                                              | Compositora | Ref.    |
| Ano                | Artista                                     | Canção     | Álbum                     | Creditada                                                                | Com | Creditada                                                                | Com | Ref.    |
| ------------------ | ------------------------------------------- | ---------- | ------------------------- | ------------------------------------------------------------------------ | --- | ------------------------------------------------------------------------ | --- | ------- |
| 2021               | DJ Snake, Ozuna, Megan Thee Stallion e Lisa | "SG"       | Adicionado à nenhum álbum | Yes                                                                      | DJ Snake, Ozuna, Megan Thee Stallion, Donny Flores, J.Lauren, Jean Pierre Soto, Lewis Hughes, Omar Walker, Teddy | Yes                                                                      | DJ Snake, Ozuna, Megan Thee Stallion, Donny Flores, J.Lauren, Jean Pierre Soto, Lewis Hughes, Omar Walker, Teddy | [ 157 ] |
| 2024               | Lisa                                        | "Rockstar" | Alter Ego                 | Yes                                                                      | Brittany Amaradio, James Essien, Lucy Healey, Ryan Tedder, Sam Hormaee                                           | Yes                                                                      | Brittany Amaradio, James Essien, Lucy Healey, Ryan Tedder, Sam Hormaee                                           | [ 158 ] |
| Lisa part. Rosalía | "New Woman"                                 | Yes        | Alter Ego                 | Rosalía Vila Tobella, Max Martin, Ilya Salmanzadeh, Tove Lo, Tove Burman | Yes | Rosalía Vila Tobella, Max Martin, Ilya Salmanzadeh, Tove Lo, Tove Burman | [ 159 ] |         |

## Videografia

### Vídeos musicais
| Ano  | Título                                           | Diretor(es)         | Duração | Ref.    |
| ---- | ------------------------------------------------ | ------------------- | ------- | ------- |
| 2021 | "Lalisa                                          | Seo Hyun-seung      | 3:26    | [ 160 ] |
| 2021 | "SG" (com DJ Snake, Ozuna e Megan Thee Stallion) | Colin Tilley        | 4:01    | [ 161 ] |
| 2024 | "Rockstar"                                       | Henry Scholfield    | 2:48    | [ 162 ] |
| 2024 | "New Woman" (part. Rosalía)                      | Dave Meyers         | 3:12    | [ 163 ] |
| 2025 | "Born Again" (part. Doja Cat e Raye)             | Bardia Zeinali      | 4:04    | [ 164 ] |
| 2025 | "Fxck Up the World" (Vixi solo version)          | Christian Breslauer | 3:47    | [ 165 ] |
| 2025 | "Priceless" (com Maroon 5)                       | Aerin Moreno        | 2:51    | [ 166 ] |
| 2025 | "When I'm with You" (part. Tyla)                 | Olivia De Camps     | 3:11    | [ 167 ] |
| 2025 | "Dream"                                          | Ojun Kwon           | 5:08    | [ 168 ] |

### Outros vídeos
| Ano  | Título                                            | Diretor(es)   | Duração | Ref.    |
| ---- | ------------------------------------------------- | ------------- | ------- | ------- |
| 2021 | "Money" (Exclusive Performance Video)             | Lee Sang-yoon | 2:50    | [ 169 ] |
| 2023 | "Shoong!" (Perfomance Video) (Taeyang part. Lisa) | GIGANT        | 3:29    | [ 170 ] |
| 2024 | "Moonlit Floor (Kiss Me)" (Perfomance Video)      | Raja Virdi    | 2:37    | [ 171 ] |

## Filmografia

### Televisão
| Ano       | Título                        | Papel                   | Notas                                      | Ref.          |
| --------- | ----------------------------- | ----------------------- | ------------------------------------------ | ------------- |
| 2017      | Charm TV (매력티비)           | Membro do elenco        | Segmento Lisa TV; três episódios           | [ 172 ]       |
| 2018      | Real Man 300 (진짜사나이 300) | Membro do elenco        | Edição da Academia do Exército da Coreia   | [ 22 ]        |
| 2020–2021 | Youth With You (青春有你)     | Mentora de dança        | Temporadas 2–3                             | [ 28 ] [ 29 ] |
| 2025      | The White Lotus               | Thidapon Sornsin (Mook) | Temporada 3; creditada como Lalisa Manobal | [ 64 ]        |

## Concertos e turnês

### Turnês fanmeetings
| Nome                         | Data                   | Cidade      | País      | Arena                            |         |
| ---------------------------- | ---------------------- | ----------- | --------- | -------------------------------- | ------- |
| Lisa Fan Meetup in Asia 2024 | 11 de novembro de 2024 | Singapura   | Singapura | Estádio Indoor de Singapura      | [ 173 ] |
| Lisa Fan Meetup in Asia 2024 | 13 de novembro de 2024 | Banguecoque | Tailândia | BITEC Live                       | [ 173 ] |
| Lisa Fan Meetup in Asia 2024 | 15 de novembro de 2024 | Jacarta     | Indonésia | Beach City International Stadium | [ 173 ] |
| Lisa Fan Meetup in Asia 2024 | 17 de novembro de 2024 | Kaohsiung   | Taiwan    | Kaohsiung Arena                  | [ 173 ] |
| Lisa Fan Meetup in Asia 2024 | 19 de novembro de 2024 | Hong Kong   | China     | AsiaWorld–Arena                  | [ 173 ] |

### Festivais musicais
- Global Citizen Festival (2024)
- Amazing Thailand Countdown (2024)
- Coachella (2025)

## Prêmios e indicações
| Cerimônia                  | Ano  | Categoria                                   | Recipiente(s)                                    | Resultado       | Ref.    |
| -------------------------- | ---- | ------------------------------------------- | ------------------------------------------------ | --------------- | ------- |
| Asia Artist Awards         | 2023 | Prêmio de Popularidade – Cantor (Feminino)  | Lisa                                             | Indicado        | [ 174 ] |
| Asian Pop Music Awards     | 2021 | Canção do Ano (Estrangeiro)                 | "Lalisa"                                         | Venceu          | [ 175 ] |
| Asian Pop Music Awards     | 2021 | Top 20 Canções do Ano (Estrangeiro)         | "Lalisa"                                         | Venceu          | [ 175 ] |
| Asian Pop Music Awards     | 2021 | Top 20 Álbuns do Ano (Estrangeiro)          | Lalisa                                           | Venceu          | [ 175 ] |
| Asian Pop Music Awards     | 2021 | Prêmio Escolha do Público (Estrangeiro)     | Lalisa                                           | 9º lugar        | [ 175 ] |
| Asian Pop Music Awards     | 2021 | Melhor Performance de Dança (Estrangeiro)   | "Money"                                          | Indicado        | [ 176 ] |
| Asian Pop Music Awards     | 2021 | Melhor Artista Feminina (Estrangeiro)       | Lisa                                             | Indicado        | [ 176 ] |
| Asian Pop Music Awards     | 2021 | Gravação do Ano (Extrangeiro)               | "Lalisa"                                         | Indicado        | [ 176 ] |
| Bravo Otto                 | 2022 | Melhor Revelação                            | Lisa                                             | Venceu          | [ 177 ] |
| The Fact Music Awards      | 2021 | Fan N Star Choice Individual                | Lisa                                             | Pré-selecionado | [ 178 ] |
| Gaon Chart Music Awards    | 2022 | Prêmio Mubeat Global Choice – Feminino      | Lisa                                             | Venceu          | [ 179 ] |
| Hanteo Music Awards        | 2021 | Prêmio de Artista – Solo Feminino           | Lisa                                             | Venceu          | [ 180 ] |
| Hanteo Music Awards        | 2021 | Prêmio Inicial de Registro Chodong          | Lalisa                                           | Venceu          | [ 181 ] |
| Joox Thailand Music Awards | 2020 | Superestrela Social                         | Lisa                                             | Indicado        | [ 182 ] |
| Joox Thailand Music Awards | 2022 | Canção Coreana do Ano                       | "Money"                                          | Venceu          | [ 183 ] |
| Joox Thailand Music Awards | 2022 | Canção Coreana do Ano                       | "Lalisa"                                         | Indicado        | [ 184 ] |
| Joox Thailand Music Awards | 2022 | Canção Internacional do Ano                 | "SG" (com DJ Snake, Ozuna e Megan Thee Stallion) | Indicado        | [ 184 ] |
| Korea First Brand Awards   | 2022 | Melhor Cantor Solo Feminino                 | Lisa                                             | Indicado        | [ 186 ] |
| Mnet Asian Music Awards    | 2021 | Worldwide Fans' Choice Top 10               | Lisa                                             | Venceu          | [ 187 ] |
| Mnet Asian Music Awards    | 2021 | Artista do Ano                              | Lisa                                             | Indicado        | [ 188 ] |
| Mnet Asian Music Awards    | 2021 | Best Performance de Dance – Solo            | "Lalisa"                                         | Indicado        | [ 189 ] |
| Mnet Asian Music Awards    | 2021 | Melhor Artista Feminina                     | Lisa                                             | Indicado        | [ 189 ] |
| Mnet Asian Music Awards    | 2021 | Canção do Ano                               | "Lalisa"                                         | Indicado        | [ 188 ] |
| Mnet Asian Music Awards    | 2021 | TikTok Favorite Moment                      | Lisa                                             | Indicado        | [ 190 ] |
| Mnet Asian Music Awards    | 2021 | Worldwide Icon of the Year                  | Lisa                                             | Indicado        | [ 188 ] |
| MTV Europe Music Awards    | 2021 | Melhor K-Pop                                | Lisa                                             | Indicado        | [ 191 ] |
| MTV Europe Music Awards    | 2022 | Melhor K-Pop                                | Lisa                                             | Venceu          | [ 50 ]  |
| MTV MIAW Awards            | 2022 | Melhor Fandom                               | Lisa                                             | Indicado        | [ 192 ] |
| MTV MIAW Awards            | 2022 | Hit Global do Ano                           | "Money"                                          | Indicado        | [ 192 ] |
| MTV MIAW Awards            | 2022 | Dominação do K-Pop                          | Lisa                                             | Indicado        | [ 192 ] |
| MTV MIAW Awards            | 2023 | Dominação do K-Pop                          | Lisa                                             | Indicado        | [ 193 ] |
| MTV Video Music Awards     | 2022 | Melhor Vídeo de K-Pop                       | "Lalisa"                                         | Venceu          | [ 194 ] |
| MTV Video Music Awards     | 2024 | Melhor Direção de Arte                      | "Rockstar"                                       | Pendente        | [ 195 ] |
| MTV Video Music Awards     | 2024 | Melhor Coreografia                          | "Rockstar"                                       | Pendente        | [ 195 ] |
| MTV Video Music Awards     | 2024 | Melhor Edição                               | "Rockstar"                                       | Pendente        | [ 195 ] |
| MTV Video Music Awards     | 2024 | Melhor Vídeo de K-Pop                       | "Rockstar"                                       | Pendente        | [ 195 ] |
| Premio Lo Nuestro          | 2023 | Colaboração Crossover do Ano                | "SG" (com DJ Snake, Ozuna e Megan Thee Stallion) | Indicado        | [ 196 ] |
| Seoul Music Awards         | 2022 | Prêmio Principal (Bonsang)                  | Lalisa                                           | Indicado        | [ 197 ] |
| Seoul Music Awards         | 2022 | Prêmio Onda Coreana                         | Lisa                                             | Indicado        | [ 197 ] |
| Seoul Music Awards         | 2022 | Prêmio de Popularidade                      | Lisa                                             | Indicado        | [ 197 ] |
| Thailand Master Youth Club | 2021 | Modelo de Inspiração Juvenil                | Lisa                                             | Venceu          | [ 198 ] |
| Weibo Starlight Awards     | 2020 | Artista Popular do Ano                      | Lisa                                             | Venceu          | [ 199 ] |
| Weibo Starlight Awards     | 2020 | Hall da Fama do Stalight (Sudeste Asiático) | Lisa                                             | Venceu          | [ 199 ] |

### Honras estaduais
| País        | Ano  | Honra                                               | Ref.    |
| ----------- | ---- | --------------------------------------------------- | ------- |
| Tailândia   | 2023 | Prêmio Wattanakunathorn (líder embaixador cultural) | [ 106 ] |
| Reino Unido | 2023 | Membro da Excelentíssima Ordem do Império Britânico | [ 59 ]  |

### Listas
| Editora            | Ano  | Lista                                                | Colocação | Ref.    |
| ------------------ | ---- | ---------------------------------------------------- | --------- | ------- |
| Asian Hall of Fame | 2023 | Ícone Cultural                                       | Induzido  | [ 117 ] |
| Gold House         | 2022 | A100 Lista dos asiáticos mais impactantes            | Colocado  | [ 202 ] |
| The Guardian       | 2019 | Melhores integrantes de girl band de todos os tempos | 24º       | [ 203 ] |

### Recordes mundiais
| Publicação             | Ano  | Recorde mundial                                                                           | Recordista | Ref.    |
| ---------------------- | ---- | ----------------------------------------------------------------------------------------- | ---------- | ------- |
| Guinness World Records | 2021 | O videoclipe mais visto no YouTube por um artista solo em 24 horas                        | "Lalisa"   | [ 205 ] |
| Guinness World Records | 2021 | O videoclipe mais visto do YouTube em 24 horas por um artista solo de K-pop               | "Lalisa"   | [ 205 ] |
| Guinness World Records | 2022 | Primeiro vencedor solo de K-pop no MTV Video Music Awards                                 | Lisa       | [ 206 ] |
| Guinness World Records | 2022 | Artista solo de K-pop mais rápido a atingir 1 bilhão de reproduções no Spotify (feminino) | Lisa       | [ 207 ] |
| Guinness World Records | 2022 | Primeiro vencedor solo de K-pop no MTV Europe Music Awards                                | Lisa       | [ 206 ] |
| Guinness World Records | 2023 | Mais seguidores no Instagram para um artista de K-pop                                     | Lisa       | [ 206 ] |
| Guinness World Records | 2023 | Primeiro álbum de um artista solo de K-pop a atingir 1 bilhão de reproduções no Spotify   | Lalisa     | [ 209 ] |
| Guinness World Records | 2023 | Primeira faixa de K-pop de um artista solo a atingir 1 bilhão de reproduções no Spotify   | "Money"    | [ 210 ] |
| Guinness World Records | 2024 | Tempo mais rápido para atingir um milhão de seguidores no TikTok                          | Lisa       | [ 211 ] |